# باري ماتش
باري ماتش (بالفرنسية Paris Match) هي مجلة فرنسية تأسست عام 1949، صدر العدد الأول منها في 25 مارس 1949. يقع مقرها في باريس. تصدر المجلة كل أسبوع. وهي باللغة الفرنسية. تباع منها 578282 نسخة.

## التاريخ1953
بدأت باسم Match عام 1938